# Starlancer
Starlancer — космический симулятор, созданный Крисом Робертсом, Эрин Робертс и Warthog PLC под эгидой Digital Anvil.

## Игровой процесс
В игре доступно 12 кораблей класса истребитель, различающихся скоростью, манёвренностью, огневой мощью и силой щита. На каждый истребитель можно установить различные виды вооружения. Игрок получает доступ к новым кораблям по мере прохождения игры.

## Сюжет
2160 год. Человечество колонизировало Солнечную систему, и возникли два политических образования: Альянс, состоящий из Америки, Австралии, Франции, Испании, Италии, Японии, Англии, и Коалиция России, Китая и других азиатских стран. Игра начинается с внезапной атаки Коалиции на Форт Кеннеди, в ходе которой итальянский и французский флот практически полностью уничтожаются, а все четыре внутренние планеты, включая Землю, переходят под единоличный контроль Коалиции. Флот Альянса перегруппировывается на Тритон, спутник Нептуна, и пытается вернуть утраченную территорию. Игрок берет на себя роль пилота-новичка в международной 45-й эскадрилье добровольцев под командованием капитана Роберта Фостера и командира крыла Марии Энрикес на борту британского авианосца ANS «Reliant».
Сюжет Starlancer продолжается в Freelancer.

## Оценки
| Сводный рейтинг | Сводный рейтинг            |
| Агрегатор       | Оценка                     |
| --------------- | -------------------------- |
| GameRankings    | 82,90 % (PC) 76,76 % (SDC) |